# Ride bene... chi ride ultimo
Ride bene... chi ride ultimo è un film a episodi del 1977 diretto da Marco Aleandri, Gino Bramieri, Pino Caruso e Walter Chiari.

## Trama

### Episodi

#### Sedotto e violentato
Un uomo sposato e molto religioso, sacrestano in un piccolo paese della Sicilia, pubblicizza con un pullmino i film del cinema parrocchiale, tutti a sfondo religioso. Un giorno dà un passaggio a tre avvenenti ragazze straniere: queste, intuendo che l'uomo è un bigotto, lo stuzzicano sino ad arrivare ad abusare di lui. Ma in caserma, il maresciallo non crede al fatto che sia stato proprio l'uomo a subire violenza dalle tre ragazze. E così anche le persone del paese nel quale, nel frattempo, si è sparsa la notizia. I paesani pretendono un'altra versione dell'accaduto, piuttosto che l'affronto del capovolgimento dei ruoli nel rapporto tra l'uomo e le tre ragazze. Costretto a confessare il falso, ovvero d'essere stato lui ad approfittare delle tre ragazze, l'episodio termina con le immagini dell'ormai ex sacrestano che - sempre col pullmino - pubblicizza film a sfondo erotico, per un altro cinema del paese.

#### Arriva lo sceicco
Per concludere un affare, un industriale lombardo invita nella sua villa sul lago di Como uno sceicco arabo, prima che altri concorrenti possano fare lo stesso. Ma l'affare rischia di sfumare quando allo sceicco vengono sottratte delle babbucce da preghiera, in uso alla sua famiglia sin dal nonno di suo nonno. Era stato il cameriere che, credendo erroneamente fossero da buttare, le aveva prelevate e gettate via. L'arabo chiede che l'industriale punisca il cameriere con il taglio della mano destra: l'industriale finge di effettuare l'operazione e l'affare può andare finalmente in porto. Al momento della firma del contratto, tuttavia, giunge notizia che lo sceicco è stato detronizzato: l'industriale, quindi, caccia via lo sceicco in malo modo, per poi rendersi conto di avere commesso un errore irrimediabile quando, poco dopo, le forze fedeli allo sceicco riescono a rimetterlo al potere.

#### La visita di controllo
Un uomo che attende la visita del medico fiscale, in una Mestre avvolta dallo smog, esce di casa per andare a caccia con un amico. La moglie riceve un uomo, che crede essere il medico, ma si rivela un rappresentante. Quando il medico arriva, il rappresentante accetta di fare la parte del marito malato, arrivando anche a ottenere i giorni di permesso richiesti. Nel frattempo, durante la battuta di caccia, al marito della donna, l'amico insinua il dubbio che quando i mariti sono a caccia, le mogli ne approfittino per tradirli. Quando l'uomo torna a casa, trova la moglie a letto con il rappresentante.

#### Prete per forza
A Roma, in attesa di girare alcune scene di un film in un teatro di posa, Loris Martegani, un figurante vestito da prete, esce per comprare le sigarette, ma viene convinto da alcune persone ad ascoltare la confessione di un moribondo che chiede di portare queste sue confessioni alla moglie, alla villa di famiglia. Qui, al figurante vestito da prete, tutte le persone della villa confessano i propri peccati. L'uomo viene così a conoscenza di una serie di tradimenti e di complicate situazioni familiari. Quando rivela di non essere un vero prete, viene arrestato per aver indossato l'abito talare in modo fraudolento. Una volta in carcere, a Loris, ancora vestito da prete, chiede di essere confessato anche l'uomo col quale divide la cella. Loris viene così a conoscenza che la madre aveva tradito il marito proprio con l'uomo col quale, adesso, si ritrova rinchiuso in carcere, che quindi è il suo vero padre.

## Produzione

### Riprese
Il film fu girato nel Lazio tra Artena, Palombara Sabina e Roma e in Veneto a Marghera.